# Poephila acuticauda
Poephila acuticauda là một loài chim trong họ Estrildidae.